# Chalcides guentheri
Chalcides guentheri е вид влечуго от семейство Сцинкови (Scincidae). Видът е уязвим и сериозно застрашен от изчезване.

## Разпространение и местообитание
Разпространен е в Израел, Йордания, Ливан, Палестина и Сирия.
Обитава места с песъчлива почва, ливади, храсталаци и езера.

## Описание
Популацията на вида е намаляваща.